# Hieracium cheirifolium
Hieracium cheirifolium es una especie de planta con flor del género Hieracium, de la familia Asteraceae, orden Asterales.

## Distribución
Hieracium cheirifolium se distribuye por Irán.

## Taxonomía
Fue descrita científicamente por Boiss. & Hausskn. Fue publicada en P.E.Boissier, Fl. Orient. 3: 866 (1875).